# B'z Live-Gym Hidden Pleasure 〜Typhoon No.20〜
B'z Live-Gym Hidden Pleasure 〜Typhoon No.20〜 é o décimo vídeo da banda japonesa de hard rock B'z, lançado em 10 de dezembro de 2008. Acompanhando o lançamento de duas coletâneas comemorativas dos 20 anos de carreira da banda, esse vídeo é também uma coletânea com imagens de vários "Live-Gyms" da dupla. Vendeu 179.020 cópias, sendo o 19º DVD mais vendido em 2009 de acordo com a Oricon.

## Faixas

### Disco um
1. Fireball
2. Pleasure 2000 -Jinsei no Kairaku- (Pleasure 2000 〜人生の快楽〜)
3. Koi-Gokoro (恋心)
4. Blowin'
5. Be There
6. Nagai Ai (ながい愛)
7. Don't Leave Me
8. Negai (ねがい)
9. Oh! Girl
10. Deep Kiss
11. Real Thing Shakes
12. Konya Tsuki no Mieru Oka ni (今夜月の見える丘に)
13. Time
14. Ainomama ni Wagamama ni Boku wa Kimidake o Kizutsukenai (愛のままにわがままに 僕は君だけを傷つけない)

### Disco dois
1. Calling
2. Ring
3. Motel
4. Gimme Your Love -Fukutsu no Love Driver- (不屈の)
5. Swimmer yo 2001!! (スイマーよ 2001!!)
6. Mienai Chikara -Innvisible One- (ミエナイチカラ -Innvisible One-)
7. Zero
8. Liar! Liar!
9. juice
10. Samayoeru Aoi Dangan (さまよえる蒼い弾丸)
11. Arakure (アラクレ)
12. ultra soul
13. Dakara Sono Te o Hanashite (だからその手を離して)
14. Hadashi no Megami (裸足の女神)
15. Banzai
16. Run

### Disco três
1. Spirit LOOSE" 「Opening Movie」
2. # 1090 -Thousand Dreams-
3. Hana (華)
4. Fuusen (風船)
5. Tookumade (遠くまで)
6. Dattara Agechaeyo (だったらあげちゃえよ)
7. Skin
8. Logic
9. Stay Green -Mijyuku na Tabi wa Tomaranai- (Stay Green 〜未熟な旅はとまらない〜)
10. "juice" 「1CAM」
11. "juice" 「2CAM」
12. "juice" 「3CAM」